# Charouz Racing System

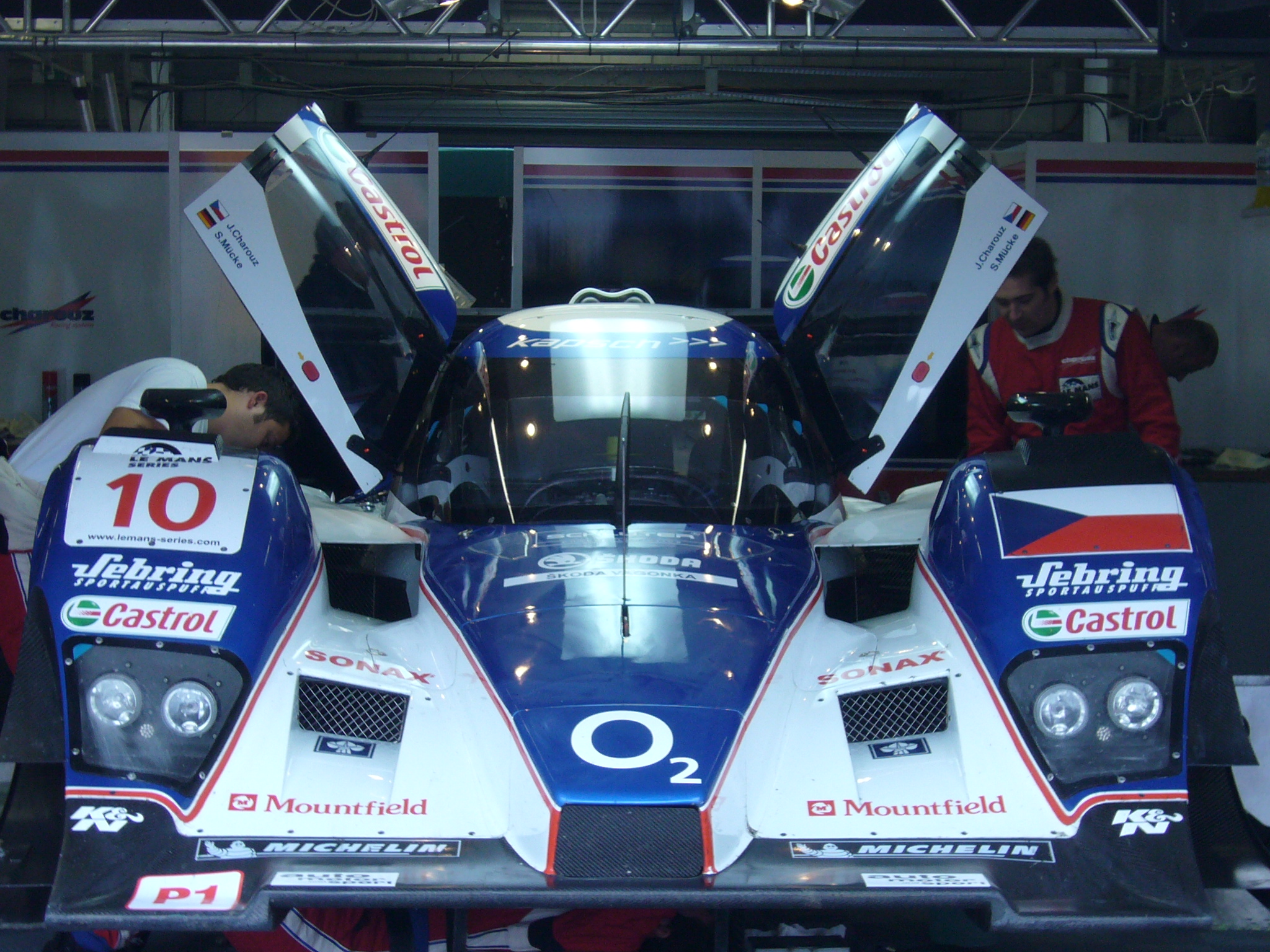
La Lola B08/60-Aston Martin à Silverstone en 2008

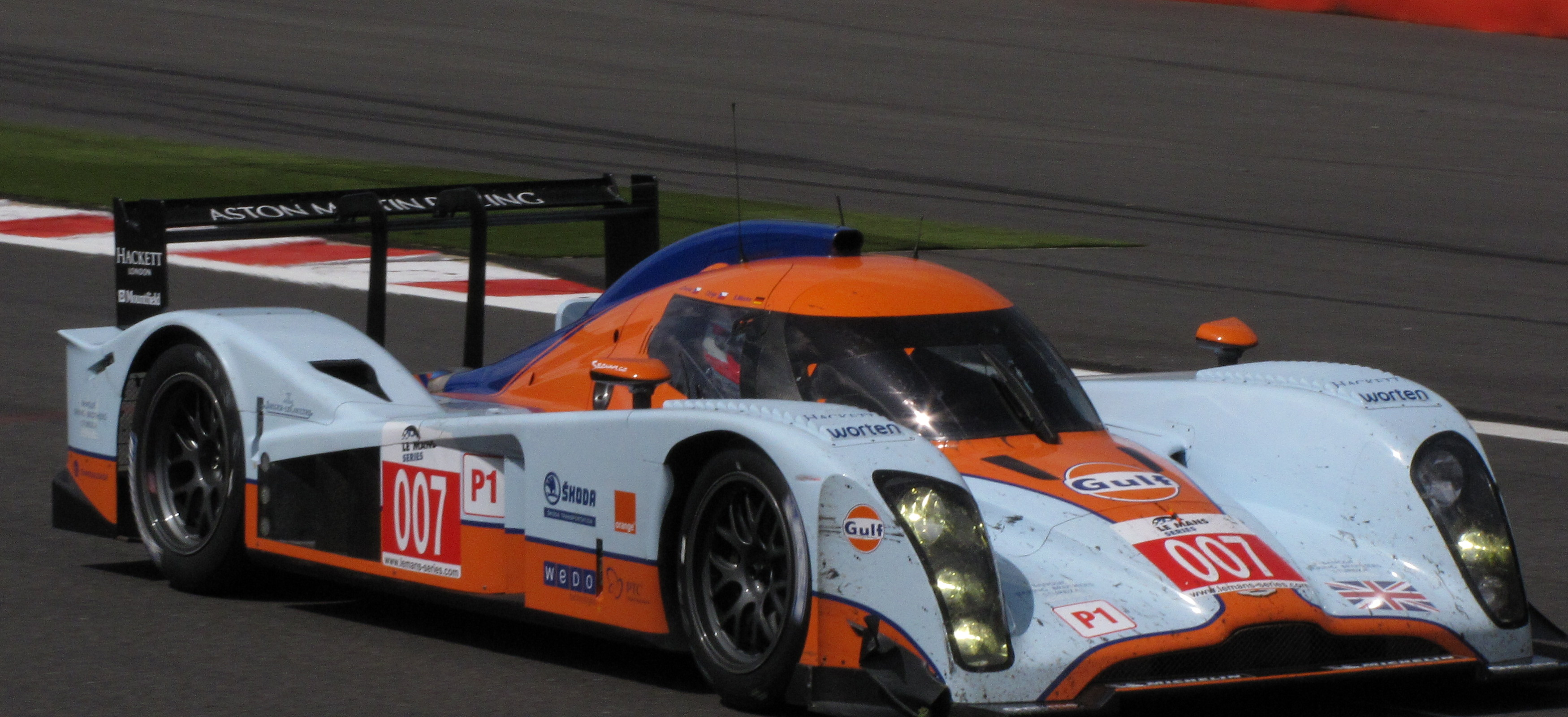
La Lola B09/60-Aston Martin à Spa en 2009

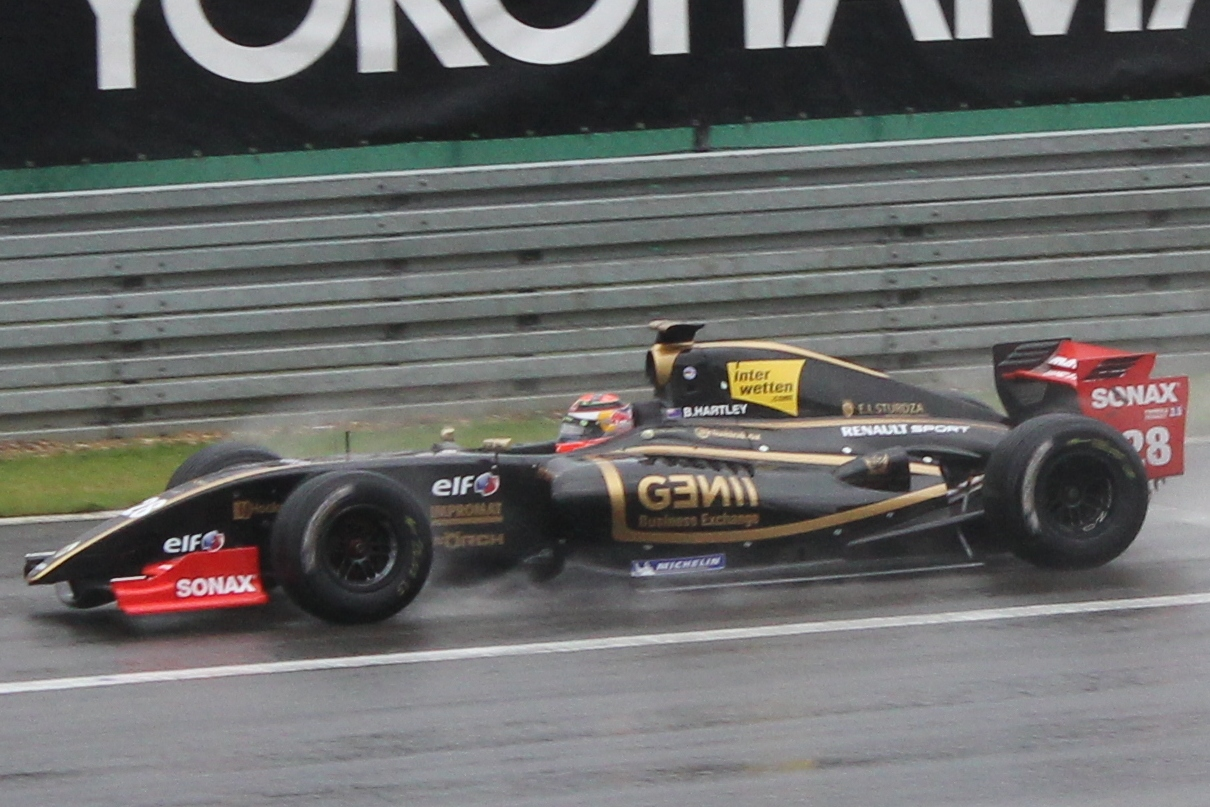
La Formule Renault 3.5 de Brendon Hartley en 2011

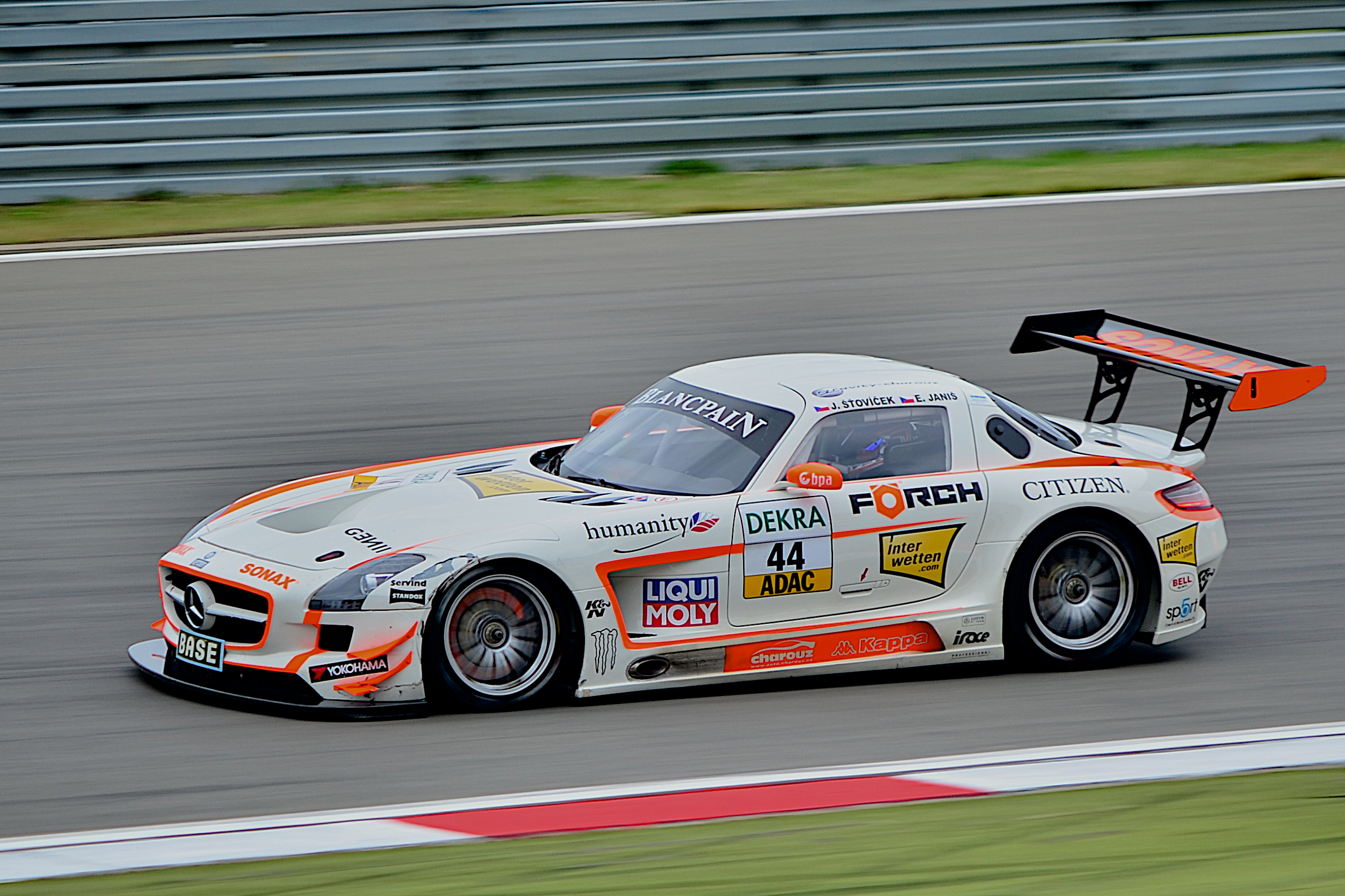
La Mercedes SLS AMG GT3 d'ADAC GT Masters 2012

Charouz Racing System est une écurie tchèque de sport automobile créée en 1985 par Antonín Charouz. Elle participe à divers championnats de Grand Tourisme, de Monoplace, d'Endurance et de Rallye. 

## Historique
Charouz Racing System quitte la Formula V8 3.5 et rejoint la FIA F2. L'équipe confirme ses pilotes 2018 : Louis Delétraz et Antonio Fuoco. À partir de 2019, l'écurie de Formule 1, Sauber, crée le Sauber Junior Team en partenariat avec Charouz Racing System, engageant des pilotes en Formule 2, Formule 3 et Formule 4 allemande, en partenariat avec l'autre écurie US Racing, et  Formule 4 italienne.

## Résultats en Formule 2
| Saison | Écurie                        | Châssis | Moteur     | Pilotes                                                           | Courses disputées | Victoires | Pole positions | Podiums | Records du tour | Points inscrits | Classement |
| ------ | ----------------------------- | ------- | ---------- | ----------------------------------------------------------------- | ----------------- | --------- | -------------- | ------- | --------------- | --------------- | ---------- |
| 2018   | Charouz Racing System         | Dallara | Mecachrome | Louis Delétraz Antonio Fuoco                                      | 24                | 2         | 0              | 7       | 6               | 215             | 6e         |
| 2019   | Sauber Junior Team by Charouz | Dallara | Mecachrome | Callum Ilott Juan Manuel Correa Matevos Isaakyan                  | 22                | 0         | 1              | 2       | 0               | 110             | 6e         |
| 2020   | Charouz Racing System         | Dallara | Mecachrome | Louis Delétraz Pedro Piquet                                       | 24                | 0         | 0              | 5       | 2               | 137             | 7e         |
| 2021   | Charouz Racing System         | Dallara | Mecachrome | David Beckmann Guilherme Samaia Enzo Fittipaldi Richard Verschoor | 23                | 0         | 0              | 2       | 0               | 28              | 10e        |
| 2022   | Charouz Racing System         | Dallara | Mecachrome | Enzo Fittipaldi Cem Bölükbaşı David Beckmann Tatiana Calderón     | 28                | 0         | 0              | 6       | 0               | 130             | 8e         |

## Résultats en Formule 3 FIA
| Saison | Écurie                        | Châssis | Moteur     | Pilotes | Courses disputées | Victoires | Pole positions | Podiums | Records du tour | Points inscrits | Classement |
| ------ | ----------------------------- | ------- | ---------- | --- | ----------------- | --------- | -------------- | ------- | --------------- | --------------- | ---------- |
| 2019   | Sauber Junior Team by Charouz | Dallara | Mecachrome | Fabio Scherer Lirim Zendeli Raoul Hyman                                                                                         | 16                | 0         | 0              | 0       | 0               | 15              | 8e         |
| 2020   | Charouz Racing System         | Dallara | Mecachrome | Roman Staněk Igor Fraga David Schumacher Michael Belov                                                                          | 18                | 0         | 0              | 0       | 0               | 5               | 10e        |
| 2021   | Charouz Racing System         | Dallara | Mecachrome | Logan Sargeant Enzo Fittipaldi Reshad de Gerus Zdeněk Chovanec Hunter Yeany Ayrton Simmons                                      | 20                | 1         | 0              | 5       | 0               | 127             | 5e         |
| 2022   | Charouz Racing System         | Dallara | Mecachrome | László Tóth Ayrton Simmons Francesco Pizzi David Schumacher Lirim Zendeli Zdeněk Chovanec Christian Mansell Alessandro Famularo | 18                | 0         | 0              | 0       | 0               | 1               | 10e        |

## Résultats en Formule Renault 3.5
| Saison | Écurie                 | Châssis | Moteur  | Pilotes                                                               | Courses disputées | Victoires | Pole positions | Podiums | Records du tour | Points inscrits | Classement |
| ------ | ---------------------- | ------- | ------- | --------------------------------------------------------------------- | ----------------- | --------- | -------------- | ------- | --------------- | --------------- | ---------- |
| 2011   | Gravity–Charouz Racing | Dallara | Renault | Brendon Hartley Jan Charouz                                           | 17                | 0         | 0              | 3       | 3               | 105             | 7e         |
| 2012   | Lotus                  | Dallara | Renault | Marco Sørensen Kevin Korjus Nigel Melker Richie Stanaway César Ramos  | 17                | 1         | 0              | 4       | 0               | 165             | 6e         |
| 2013   | Lotus                  | Dallara | Renault | Marco Sørensen Marlon Stöckinger                                      | 17                | 2         | 2              | 3       | 1               | 136             | 7e         |
| 2014   | Lotus                  | Dallara | Renault | Matthieu Vaxivière Marlon Stöckinger Richie Stanaway                  | 17                | 0         | 0              | 5       | 0               | 177             | 5e         |
| 2015   | Lotus                  | Dallara | Renault | Matthieu Vaxivière Meindert van Buuren Marlon Stöckinger Nick Yelloly | 18                | 3         | 5              | 10      | 6               | 274             | 2e         |

## Résultats en Formule V8 3.5
| Saison | Écurie | Châssis | Moteur | Pilotes                       | Courses disputées | Victoires | Pole positions | Podiums | Records du tour | Points inscrits | Classement |
| ------ | ------ | ------- | ------ | ----------------------------- | ----------------- | --------- | -------------- | ------- | --------------- | --------------- | ---------- |
| 2016   | Lotus  | Dallara | Zytek  | René Binder Roy Nissany       | 18                | 3         | 3              | 12      | 6               | 350             | 2e         |
| 2017   | Lotus  | Dallara | Zytek  | René Binder Pietro Fittipaldi | 18                | 10        | 12             | 15      | 4               | 460             | Champion   |

## Autres Palmarès
- A1 Grand Prix
  - Une victoire en 2005-2006 avec Tomáš Enge

- Auto GP
  - Une victoire en 2010 avec Adrien Tambay

- F3000 International Masters
  - Champion par équipe et pilotes en 2006 avec Jan Charouz

- Championnat d'Europe FIA GT3
  - Champion par équipe et pilotes en 2012 avec Maximilian Buhk et Dominik Baumann

- FIA GT Series
  - Victoires en 2013 à Zandvoort avec les pilotes Maximilian Buhk et Alon Day et au Slovakiaring avec les pilotes Sergueï Afanassiev et Andreas Simonsen

- Le Mans Series
  - Champion en 2009 avec Tomáš Enge, Jan Charouz et Stefan Mücke
- Formule 4 ADAC (en partenariat avec US Racing)
  - Champion par équipes et pilotes en 2018 puis 2019 avec Lirim Zendeli, David Schumacher, Mick Wishofer et Tom Beckhäuser puis Théo Pourchaire, Arthur Leclerc, Roman Staněk et Alessandro Ghiretti